# Едвард Войнілович
Едвард Антоній Леонард Войнілович (біл. Э́двард Анто́ній Леана́рд Ада́мавіч Вайніло́віч, Edvard Antonij Leanard Adamavič Vajniłovič, пол. Edward Antoni Leonard Woyniłłowicz, 13 жовтня 1847 — 16 червня 1928) — білоруський та польський політичний і громадський діяч кінця XIX — початку ХХ століть. Один з найбагатших поміщиків Мінської губернії, інвестор ряду церков, ініціатор будівництва костелу св. Симона і Олени в Мінську. Представник стародавнього білоруського шляхетського роду Войніловичів.

## Життєпис

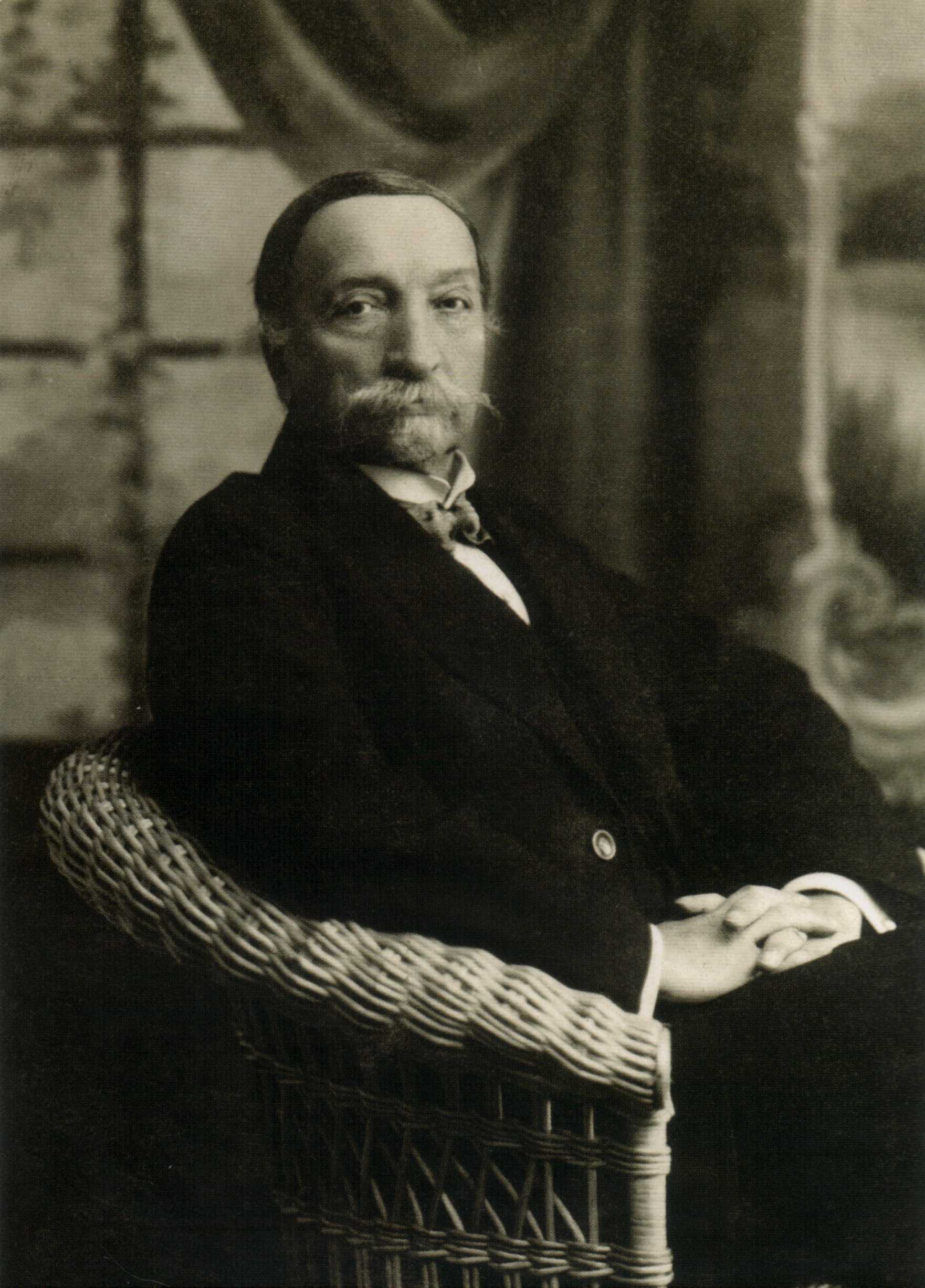

Маючи великий авторитет у литовсько-білоруському регіоні, його обрали депутатом (1906—1909) від Мінської губернії до Державної ради Російської імперії, де в 1906—1908 роках очолив групу депутатів «Союз кругів Королівства Польського та Литви та Росії» (і паралельно) її частина — «Коло Литви та Русі»). У 1906 році він пішов у відставку з посади заступника міністра сільського господарства Російської імперії, запропонованої Петром Столипіним. Він став одним з лідерів ліберально-консервативного напрямку «краю» та першим головою Крайової партії Литви та Білорусі (1907—1908) — виступав за автономію свого краю в Російській імперії, скасування класових відмінностей, ліквідацію селянського малоземелля, рівність народів, мов, культур, релігій тощо. Великим досягненням діяльності Едварда Войніловича в Державній раді Російської імперії було введення російським урядом у 1911 р. земств у Мінській, Могилівській, Вітебській, Київській, Волинській та Подільській губерніях, що сприяло економічному та культурному розвитку цих земель. У 1911—1917 роках. був заступником від «польської» (католицької) курії Слуцького повіту в Мінській губернській земській управі (Мінське земство), де шукав порозуміння з білоруським селянством та інтелігенцією.
Під час Першої світової війни, як голова Мінського сільськогосподарського товариства, він надав допомогу біженцям та жертвам війни, тримав евакуйованих чистокровних тварин, опікувався приватними господарствами Мінської губернії. Після падіння російського самодержавства під час Лютневої революції (1917 р.) він позитивно сприйняв процес політичного самовизначення білорусів і разом з іншими лідерами Мінського сільськогосподарського товариства став активним прихильником білоруської політичної суб'єктності. У 1917 році він спонсорував Білоруський національний комітет (у Мінську), підтримав свого «політичного студента» та союзника Романа Скірмунта, який влітку 1918 року, як прем'єр-міністр уряду Білоруської Народної Республіки, вжив заходів для того, щоб Білоруська Народна Республіка утворилася як капіталістична держава. Після відставки Романа Скірмунта з посади прем'єр-міністра уряду Білоруської Народної Республіки він підтримав у листопаді 1918 р. ідею створення монархічної держави Великого князівства Литовсько-Білорусі під опікою Німеччини.
Після виведення німецьких військ з Білорусі очолював Союз поляків у Білоруському передмісті, активно брав участь у грудні 1918 р. у вербуванні та фінансуванні литовсько-білоруських дивізій для захисту литовсько-білоруських земель від більшовиків, підтримував ідею приєднання литовсько-білоруських земель, Федеральної Речі Посполитої, увійшов до складу Польсько-білоруського товариства політичного та культурного співробітництва в Білорусі та Союзу маєтків Литви та Білорусі у Варшаві. У березні 1920 року у Вільнюсі він очолив організацію поміщиків литовсько-білоруських земель «Союз союзів», створену в результаті реорганізації Союзу маєтків Литви та Білорусі у Варшаві. У травні 1920 року він ініціював подання декларації про союз Білорусі та Польщі деякими білоруськими національними діячами (від Польсько-білоруського товариства політичного та культурного співробітництва в Білорусі). Після захоплення білоруських земель більшовиками в липні 1920 р. Він змушений був назавжди покинути рідне місце і переїхав до Бзовця, Польща (Люблінська губернія).